# Hans Roth (Politiker, 1889)
Hans Roth (eigentlich Johann Roth, * 25. Dezember 1889 in Obergnas (Steiermark); † 26. Juli 1969 in Graz) war ein österreichischer Politiker (CS, VF, ÖVP), Bauer und Gastwirt.
Hans Roth besuchte die Landwirtschaftsschule in Grottenhof (Graz) und übernahm 1913 den väterlichen Besitz. Als Gegner des Nationalsozialismus wurde er mehrfach verhaftet. 1949 wurde ihm der Berufstitel Ökonomierat verliehen. 
Er ist der Vater des gleichnamigen Unternehmers Hans Roth (jun.) und Großvater des ebenfalls gleichnamigen Unternehmers Hans Roth (III).
Hans Roth war vom 2. Dezember 1930 bis 2. Mai 1934 Abgeordneter der CSP im Nationalrat und vom 1. November 1934 bis zum 12. März 1938 Mitglied im Bundeswirtschaftsrat des autoritären Ständestaats. Von 19. Dezember 1945 bis 9. Juni 1959 war er Abgeordneter der ÖVP im Nationalrat.
Weitere politische Funktionen, die er innehatte:
- 1920–1938 sowie 1945–1964 Bürgermeister von Obergnas
- 1923–1938 Obmann der Bezirkskammer für Land- und Forstwirtschaft Feldbach
- 1923–1928 Abgeordneter zum Steiermärkischen Landtag